# Diaea punctata
Diaea punctata es una especie de araña cangrejo del género Diaea, familia Thomisidae. Fue descrita científicamente por L. Koch en 1875.

## Distribución
Esta especie se encuentra en Queensland y Nueva Gales del Sur.